# 200 років Нікітському ботанічному саду (монета)
«200 ро́ків Нікі́тському ботані́чному са́ду» — пам'ятна монета номіналом 5 гривень, випущена Національним банком України, присвячена одній із найстаріших науково-дослідних установ нашої країни — Нікітському ботанічному саду, який заснований в 1812 році на мисі Мартьян неподалік від Ялти та є унікальним зібранням місцевої і світової флори, взірцем садово-паркового будівництва, своєрідним музеєм просто неба, де зібрано близько 20 тисяч видів рослин із різних районів земної кулі.
Монету введено в обіг 26 червня 2012 року. Вона належить до серії «Інші монети».

## Опис монети та характеристики
| Номінал грн. | Метал      | Маса, г | Діаметр, мм | Якість виготовлення       | Гурт     | Тираж, штук |
| ------------ | ---------- | ------- | ----------- | ------------------------- | -------- | ----------- |
| 5            | нейзильбер | 16,54   | 35,0        | спеціальний анциркулейтед | рифлений | 35 000      |

### Аверс
На аверсі монети угорі розміщено: малий Державний герб України та напис півколом «НАЦІОНАЛЬНИЙ БАНК УКРАЇНИ», у центрі стилізованого вінка з квітів та листя зображено скульптурний портрет засновника і першого директора саду із зазначенням ім'я та прізвища «ХРИСТІАН СТЕВЕН»; унизу — рік карбування монети «2012» та півколом напис: «П'ЯТЬ ГРИВЕНЬ», ліворуч розміщено логотип Монетного двору Національного банку України.

### Реверс
На реверсі зображено: озерце з фонтаном посередині, на другому плані на тлі морського горизонту — один із куточків саду з альтанкою; напис на тлі озерця унизу — «НІКІТСЬКИЙ/ БОТАНІЧНИЙ САД/1812 — 2012».

## Автори

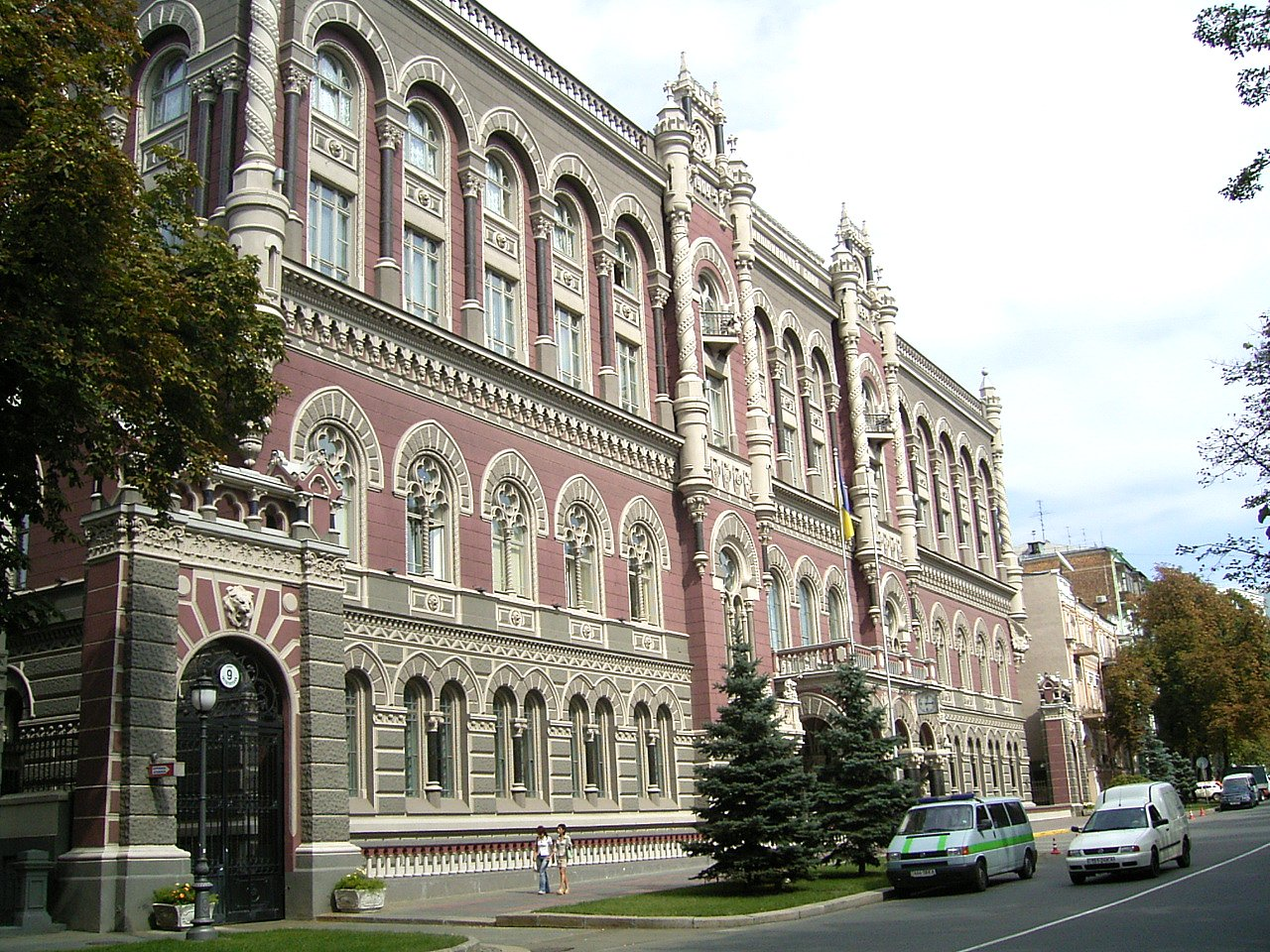
Будівля Національного банку України

- Художники: Володимир Таран, Олександр Харук, Сергій Харук.
- Скульптори: Святослав Іваненко, Володимир Дем'яненко.

## Вартість монети
Під час введення монети до обігу в 2012 році, Національний банк України реалізовував монету через свої філії за ціною 20 гривень.
Фактична приблизна вартість монети, з роками змінювалася так:
| Рік        | 2013 | 2014 | 2015 | 2016 | 2017 | 2018 | 2019 | 2020 | 2021 | 2022 | 2023 | 2024 | 2025 |
| ---------- | ---- | ---- | ---- | ---- | ---- | ---- | ---- | ---- | ---- | ---- | ---- | ---- | ---- |
| Ціна, грн. | 30   | 35   | 50   | 60   | 85   | 85   | 90   | 95   | 100  | 120  | 240  | 370  | 360  |